# West Farmington (Ohio)
Pour les articles homonymes, voir West Farmington.
West Farmington est un village américain situé dans le comté de Trumbull, dans l’Ohio. Selon le recensement de 2010, sa population est de 499 habitants.